# Florian Neuhaus
Florian Christian Neuhaus (født d. 16. marts 1997) er en tysk professionel fodboldspiller, som spiller for Bundesliga-klubben Borussia Mönchengladbach og Tysklands landshold.

## Klubkarriere

### 1860 München
Neuhaus startede sin karriere hos 1860 München, hvor han gjorde sin professionelle debut i 2016.

### Borussia Mönchengladbach

#### Lån til Fortuna Düsseldorf
Neuhaus skiftede til Borussia Mönchengladbach i sommeren 2017, og blev udlånt til Fortuna Düsseldorf med det samme. Neuhaus var med til at vinde 2. Bundesligaen i sin sæson hos Düsseldorf.

#### Gladbach debut
Neuhaus debuterede for Gladbach i 2018-19 sæsonen, og blev med det samme en fast mand i mandskabet, hvilke er en plads han har holdt siden.

## Landsholdskarriere

### Ungdomslandshold
Neuhaus har spillet for Tyskland på U/20- og U/21-niveau.

### Seniorlandshold
Neuhaus debuterede for seniorlandsholdet den 7. oktober 2020.
Neuhaus var del af Tysklands trup til EM 2020.

## Titler
Fortuna Düsseldorf
- 2. Bundesliga: 2017-18